# Berlerhof

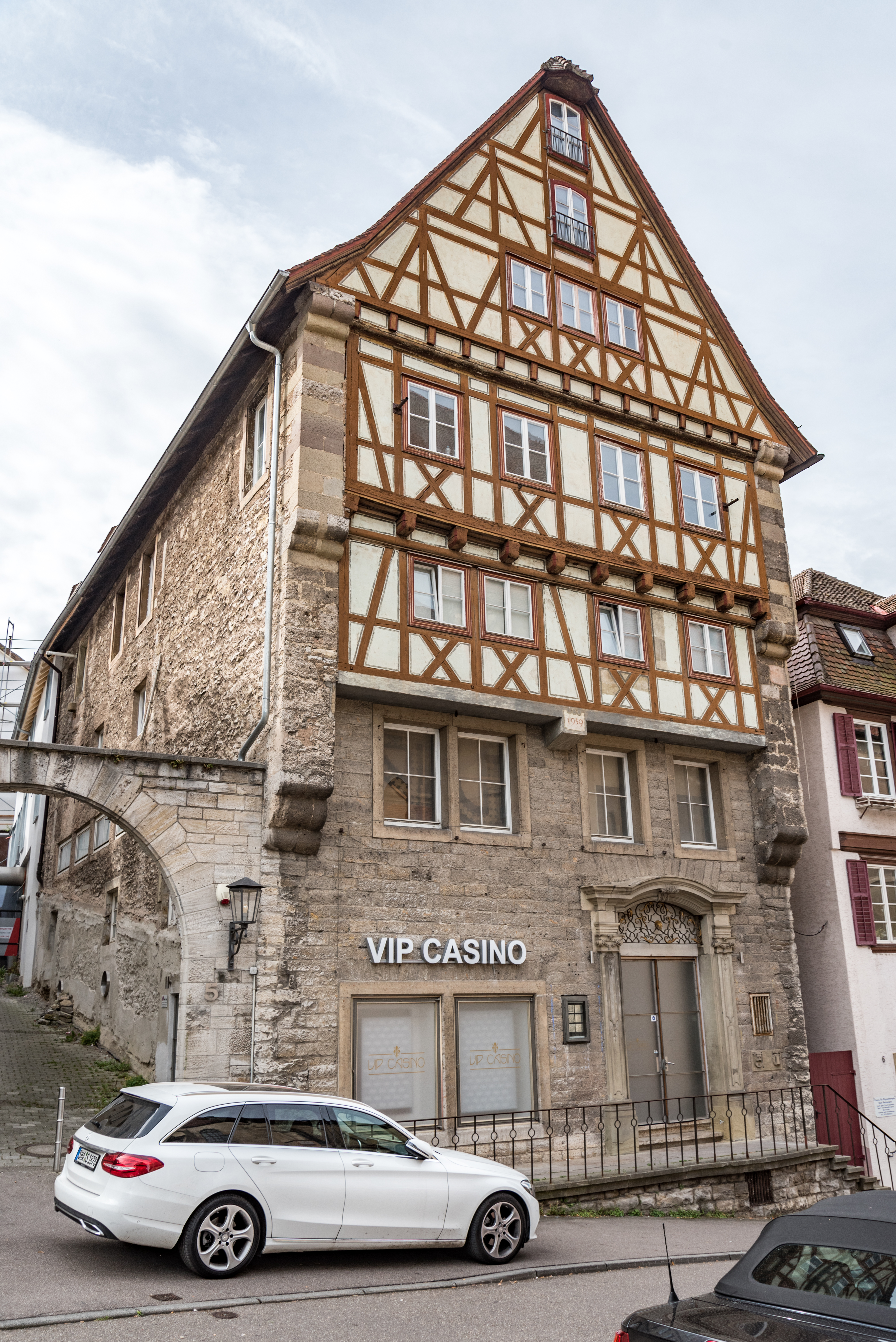
Klostergasse 5 Comburger Klosterhof, im Kern der romanische Berlerhof

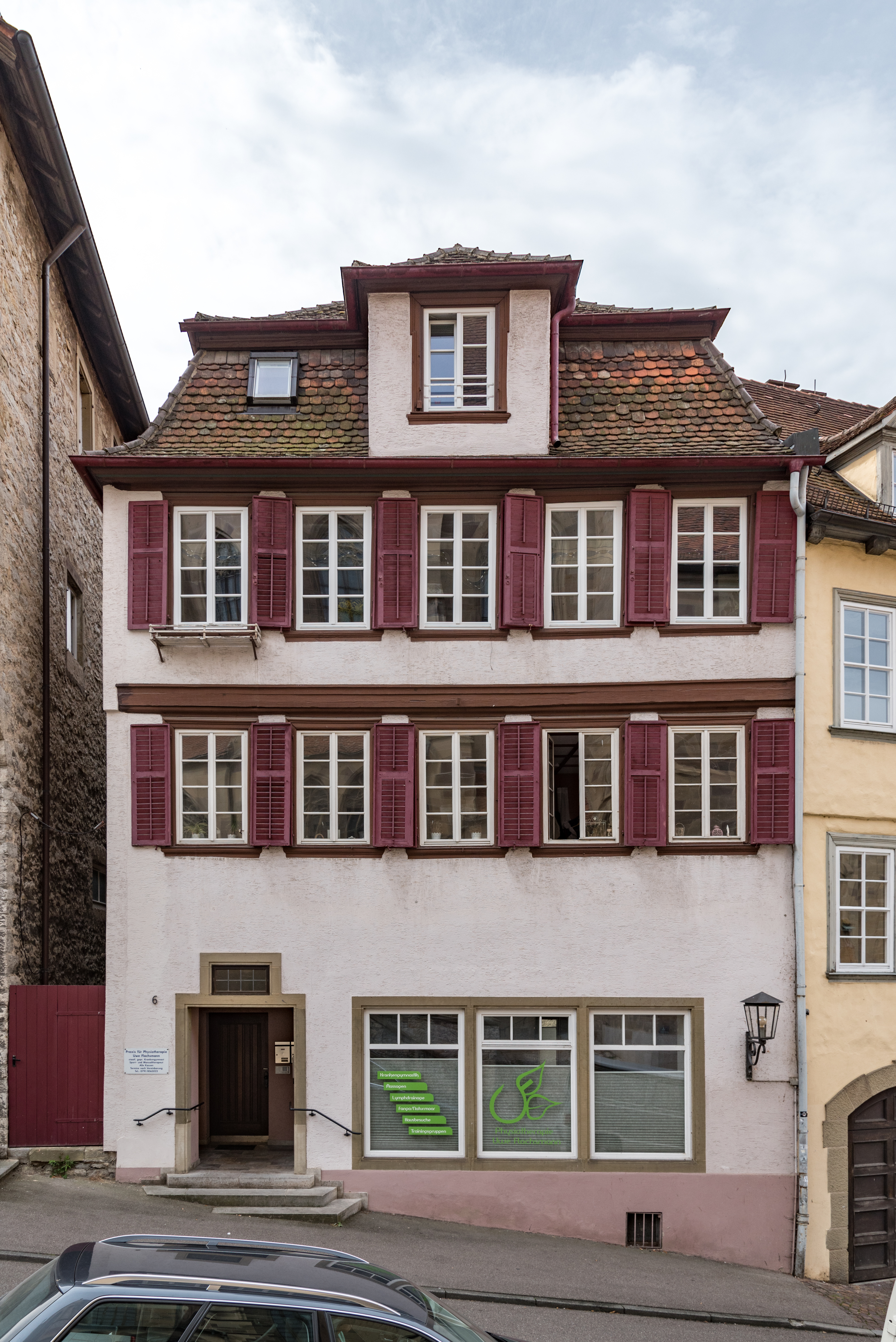
Klostergasse 6 Schwan'sches Haus; im Kern Reste des mittelalterlichen Berlerhofes

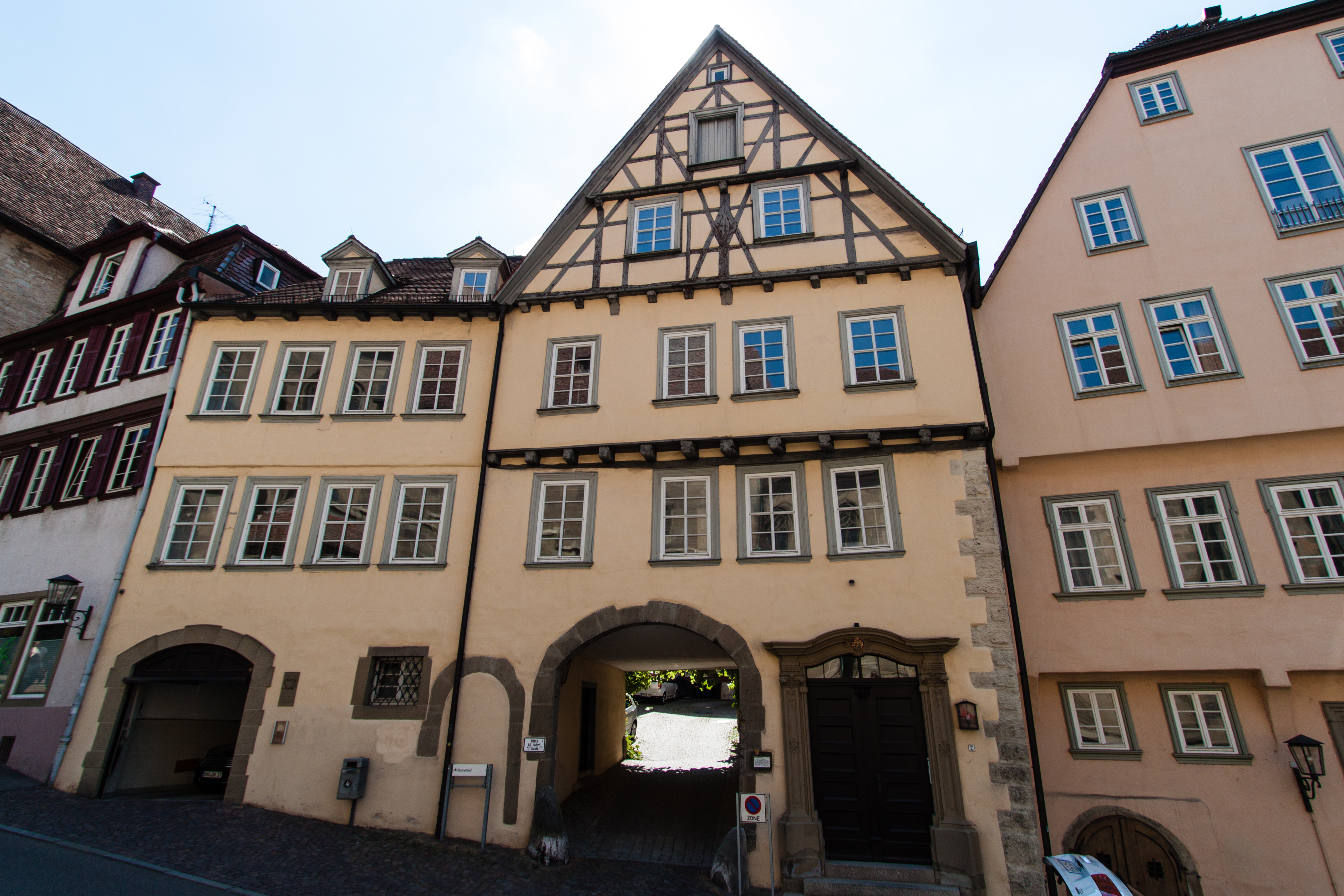
Klostergasse 7 Bonhoeffer-Haus

Der Berlerhof auch Nonnenhof in Schwäbisch Hall war eine mittelalterliche Adelsburg mit zugehörigem Burghof und Wohnturm im ursprünglichen Siedlungskern der Stadt. Er galt als eine der „Sieben Burgen“ von Hall.

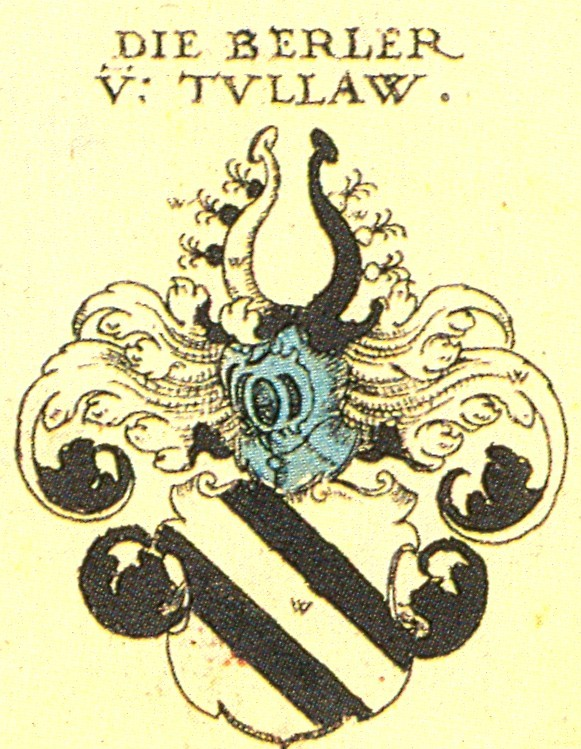
Das Familienwappen der Berler (Berler von Tullau); Siebmachers Wappenbuch

## Lage
Seine ursprüngliche Ausbreitung erstreckt sich über mindestens zwei, möglicherweise sogar drei heutige Bauwerke und Hausnummern, mit denen das frühere Burgareal überbaut ist und die in ihrem Kern noch Reste der mittelalterlich/romanischen Bausubstanz enthalten.
Klostergasse 5, der Comburger Klosterhof hat wohl den größten Anteil des historischen Berlerhofes.
Klostergasse 6 Schwan'sches Haus. Das heutige Gebäude ist nach 1718 entstanden. An seiner Stelle stand ein mittelalterlicher Wohnturm, der wohl aus der Ursprungszeit des Berlerhofes stammte und Teil von diesem war. 1465 als Hans Reußens Turm erwähnt, 1490 als Spitals Turm, 1717 Uhlotscher Turm oder Romigscher Turm genannt, stürzte dieser 1718 ein. Laut dem Landeskundler Eugen Gradmann waren 1907 noch „dicke Mauern und ein alter Keller“ gegeben. Gradmann zufolge bestand der Turm aus „[…] Kleinmauerwerk wie die Mauern des Berler-Hofs auch, ohne Buckelquader an den Ecken“.
Klostergasse 7 Bonhoeffer-Haus. Die mittelalterliche Bausubstanz wird ebenfalls mit dem Kern des Berlerhofs in Verbindung gebracht.
Alle drei Gebäude stehen unter Denkmalschutz.

## Geschichte
Der Berlerhof zählt zu den „Sieben Burgen“ von Hall. Diese waren nach der Gründungslegende die ersten Bauwerke der mittelalterlichen Siedlung und bildeten die Amtssitze der adligen Vorsteher von Ort und Saline, samt deren Wohnungen.
Dies waren:
- die Salzgrafenburg, oder Burg Hall; Sitz des Salzgrafen, inzwischen Standort der Hauptkirche St. Michael.
- die Schultheißenburg; Sitz des Schultheißen
- die Münzmeisterburg; Sitz des Münzmeisters
- die Sulmeisterburg; Sitz des Sulmeisters, dem Aufseher über die Saline.
- die Feurerburg; Sitz des Feurers, dem Aufseher für das Feuerholz der Saline.
- die Keßlerburg; Sitz des Keßlers, dem Aufseher über die Schmiede und Pfannen.
- die Siedersburg; Sitz des Sieders, welcher den Siedknechten vorstand[3].

## Name
Seinen Namen hat der Berlerhof nach der Haller Patrizierfamilie Berler die auch in Tullau begütert war und sich dann Berler von Tullau nannte.
Laut Rudolph Friedrich von Moser’s Beschreibung des Oberamts Hall waren die Berler eines der „Sieben-Burgen-Geschlechter“ von Hall.
Träger des Namens sind im 13. und 14. Jahrhundert als Schultheiße der Reichsstadt genannt. 1510 ist die Familie aus Hall ausgezogen und 1594 in Augsburg erloschen.